# أخلاقيات الختان
ختان الذكور هو الاستئصال الجراحي للقفلة (غلاف رأس العضو الذكري) من القضيب البشري. تُعد أخلاقيات الختان غير العلاجي التي تُفرض على القاصِرين (المواليد والأطفال) مصدرًا للجدل المستمر.
تتخذ بعض الجمعيات الطبية موقفًا مفاده أنه ينبغي للوالدين تحديد ما هو في صالح الرضيع أو الطفل. بينما يقول آخرون إن الختان يمثل انتهاكًا لاستقلالية الطفل ويجب تأخيره حتى يتسنى له اتخاذ القرار بنفسه.

## وِجهة نظر الجمعيات الطبية

### أستراليا ونيوزلندا
أصدرت الكلية الملكية الأسترالية للأطباء (في العام 2010) بيانًا يشير إلى أن ختان الذكور حديثي الولادة «يعتبر عمومًا إجراءً أخلاقيًا» شريطةَ أن يكون: 1) صانعو القرار للطفل، وهم عادةً الوالدان، يتصرفون في مصلحة الطفل بشكل كامل وتم تمليكهم كامل المعرفة،  وأن 2) يتم تنفيذ الإجراء من قبل مختص مع تسكين كافٍ للألم، وألا يضر بالطفل أو يكون له مخاطر كبيرة. يجادل الأطباء بأنه يجب السماح للآباء بأن يكونوا صناع القرار الأساسيين لأن مقدمي الخدمات قد لا يفهمون الفوائد النفسية والاجتماعية الكاملة للختان. بالإضافة إلى ذلك، لا يمثل هذا الإجراء ضررًا كبيرًا مقارنة بفوائده المحتملة، لذلك يجب السماح للآباء بقدرتهم الكاملة على اتخاذ القرار طالما أنهم تلقوا تعليمًا جيدًا.
يعترف هذا البيان أيضًا بأن انتظار الطفل حتى بلوغه السن الكافي ليتخذ قراره بنفسه من شأنه أن يحترم استقلاليته بشكل أفضل، لكنه يشير إلى أن هذا قد يتعارض مع الانتماء الديني للطفل الذي كان من المفترض أن يتم ختانه. بالنسبة لختان الذكور حديثي الولادة، يعترف البيان أيضًا بأن الطفل قد يختلف لاحقًا مع قرار الوالدين ولكن باستخدام نفس المنطق، قد لا يوافق الطفل غير المختون أيضًا على قرار والديه بعدم ختانه في مرحلة الطفولة.

### كندا
أصدرت الجمعية الكندية لطب الأطفال (CPS) بيانًا وُضِع في الثامن من سبتمبر عام 2015، والذي سلط الضوء على القضية الأخلاقية المتعلقة بعدم  قدرة الطفل على إعطاء الموافقة. نظرًا لأن الأطفال يحتاجون إلى صانع قرار بديل  يعمل لصالحهم، فإنهم يوصون بإيقاف الإجراءات غير الطبية المشار إليها، مثل الختان، حتى يتمكن الأطفال من اتخاذ قراراتهم بأنفسهم. ومع ذلك، تنص الجمعية الكندية لطب الأطفال أيضًا على أن آباء المواليد الذكور يجب أن يتلقوا معلومات غير متحيزة حول ختان الأطفال حديثي الولادة، حتى يتمكنوا من تقييم مخاطر وفوائد الختان المحددة في سياق معتقداتهم العائلية والدينية والثقافية.

### الدنمارك
أصدرت الجمعية الطبية الدنماركيه (Lægeforeningen) بيانًا (في العام 2016) بشأن ختان الصبيان دون سن الثامنة عشرة. تقول المنظمة إن قرار الختان يجب أن يكون «اختيارًا شخصيًا مستنيرًا». يجب على الرجال أن يتخذوه لأنفسهم في مرحلة البلوغ. وفقًا لحديث الدكتورة ليز مولر، رئيسة مجلس أخلاقيات نقابة الأطباء، يُسمح  للفرد باتخاذ هذا القرار بنفسه عندما يبلغ عمرًا يحترم حقه في تقريره  لمصيره.

### هولندا
نشرت الجمعية الملكية الهولندية الطبية (Koninklijke Nederlandsche Maatschappij tot bevordering der Geneeskunst) (KNMG) والعديد من الجمعيات الطبية الهولندية المتخصصة بيانًا بشأن ختان الأطفال الذكور في 27 مايو 2010. تحتج الجمعية الملكية الهولندية الطبية ضد ختان القاصرين الذكور بسبب الأدلة غير الكافيه في  فائدة وضرورة هذا الإجراء والمخاطر المرتبطة به، بالإضافة إلى ذلك أنه ينتهك حق الطفل في استقلاله برأيه. لذلك يوصون بتأجيل الختان حتى يبلغ الطفل من العمر ما يكفي لاتخاذ قراره بنفسه. تتسائل الجمعية الطبية الملكية الهولندية عن سبب وجوب النظر إلى الأخلاقيات المتعلقة بالتغيرات التناسلية للذكور بشكل مختلف عن التعديلات التناسلية للإناث عندما تكون هناك أشكال معتدلة من التعديلات التناسلية للإناث (مثل تضييق غطاء البظر دون إزالة أي نسيج أو إزالة غطاء البظر تمامًا). لذلك أعربوا عن معارضتهم لكل من ختان الذكور وجميع أشكال ختان الإناث، ولكنهم لا يدعون إلى حظر ختان الذكور ويفضلون أن يتم الختان من قبل الأطباء بدلًا من الختّانين السريين غير القانونيين.
على العكس من ذلك، لا يوافق المجلس الهولندي للصحة العامة والرعاية قرار المنظمة الطبية الهولندية الملكية والمؤسسات الحكومية، ويصرح أنهما لا يميزان بين ختان الذكور والإناث وأنهم لا يأخذون في الاعتبار حرية الدين وحق الوالدين في تربية أطفالهم وفقًا لمعتقداتهم أو قناعاتهم.

### إسكندينافيا
في عام 2013، أصدر أمناء مظالم الأطفال من السويد، و النرويج، و فنلندا، والدنمارك، و آيسلندا إلى جانب رئيس المجلس الدنماركي للأطفال، والمتحدث الرسمي باسم الأطفال في جرينلاند  قرارًا أكد على أن قرار الختان يجب أن يُوكل إلى الفرد نفسه الذي يجب أن يكون قادرًا على إعطاء موافقة وإقرار مكتوب.
تدعم رابطة الشمال لأخصائيي علم الجنس السريري موقف الرابطة الشمالية لأمناء المظالم، وعزوا ذلك إلى أن الختان ينتهك حقوق الإنسان للفرد بحرمان الطفل الذكر من قدرته على اتخاذ القرار بنفسه.
بينما رفض الأطباء جميعًا في مستشفى سورلاند في كريستيانساند  وجنوب النرويج إجراء عمليات الختان على الأولاد، مشيرين إلى أن ضمائرهم لا تسمح لهم بذلك.

### المملكة المتحدة
استعرضت لجنة الأخلاقيات الطبية التابعة للجمعية الطبية البريطانية الأخلاقيات المتعلقه بالختان. نظرًا لأن الختان يرتبط بمخاطر طبية ونفسية دون فوائد طبية مثبتة بشكل لا لبس فيه؛ لذلك فإنهم ينصحون الأطباء بمتابعة الأدلة السريرية وأداء هذا الإجراء فقط إذا كان في مصلحة الطفل. ومع ذلك، فإنهم يعترفون بالإجراء باعتباره ممارسة ثقافية ودينية، والتي قد تكون طقوسًا مهمة لإدماج الطفل في المجموعة. يعترفون كذلك بأن للوالدين سلطة اتخاذ القرارات بشأن طفلهما، ويؤكدون أنه من المهم للوالدين التصرف بما يحقق مصلحة طفلهما. وقد أبلغوا في النهاية أن الآراء تختلف في مجتمعهم حول فوائد ومخاطر الإجراء، وأنه ليس هناك سياسة واضحة لهذا الموقف.
ذكر موسيل (في العام 2004)  معلقًا على إرشادات الجمعية الطبية البريطانية لعام 2003 حول الختان أن النقاش كان مستقطبًا، أي انقسمت الآراء حوله إلى قسمين متضادين، ويعزو ذلك إلى مختلف الأديان والثقافات التي تشكل الجمعية، مما أدى ذلك إلى صعوبة في تحقيق التوافق داخل لجنة الأخلاقيات الطبية. شملت الحجج التي تم طرحها في المناقشات وفقًا لموسيل: الفوائد الاجتماعية والثقافية للختان، وانتهاك حقوق الطفل وانتهاك استقلاليته.

#### ختان الكبار
في ورقة نُشرت في يونيو 2006، لا تعتبر لجنة الجمعية الطبية البريطانية المعنية بأخلاقيات مهنة الطب أن ختان الذكور البالغين أمرًا مثيرًا للجدل، بشرط أن يكون الشخص بالغ العقل ويمنح موافقته الشخصية بعد تلقي جميع المعلومات المادية المتعلقة بالمخاطر المعروفة، والعيوب، والفوائد المحتملة التي يمكن استخلاصها من العملية الجراحية.
ختان البالغين كتدبير من تدابير الصحة العامة بغرض الحد من انتشار فيروس نقص المناعة البشرية يتضمن أيضًا شؤون أخلاقية مثل الموافقة المكتوبة، وشؤون متعلقة بتقليل الاهتمام بالتدابير الأخرى. طبقًا لمراكز مكافحة الأمراض واتقائها، فقد وثقت الأبحاث انخفاضًا كبيرًا في انتقال فيروس نقص المناعة البشرية / الإيدز عند ختان الذكور.

#### ختان الطفل
في نفس ورقة الجمعية الطبية البريطانية، لا يعتبر ختان الطفل لعلاج دلالة طبية واضحة بعد تجربة العلاج المحافظ موضعَ شكٍ أخلاقيًا، شريطة أن يقدم ولي أمره موافقة مكتوبة بعد تلقي جميع المعلومات المادية المتعلقة بالمخاطر المعروفة وعيوبها والفوائد المحتملة التي يمكن الحصول عليها من العملية الجراحية.

#### نقد ومراجعة بيان الجمعية الطبية البريطانية
اتخذ بيان الجمعية  لعام 2003 موقفًا مفاده أن الختان غير العلاجي للأطفال قانوني في المملكة المتحدة. لكن اعترض أساتذة القانون البريطانيون فوكس وتومسون (2005) مستشهدين بقضية مجلس اللوردات في قضية آر ضد براون استئنافًا على هذا البيان. قالوا إن الموافقة لا يمكن أن تجعل الفعل غير القانوني مشروعًا. بعدها أصدرت الجمعية بيانًا منقحًا في عام 2006، وتعد الآن تقريرًا عن الجدل بشأن قانونية ختان الأطفال غير العلاجي وتوصي الأطباء بالحصول على موافقة كلا الوالدين قبل القيام بختان غير علاجي لأي قاصرٍ من الذكور. خلاصة البيان المنقح الآن أن ختان الذكور يفترض عمومًا أنه قانوني بشرط أن يتم إجراؤه بكفاءة، وأن يكون في مصلحة الطفل، كما لا بد أن يكون هناك موافقة صالحة من كلا الوالدين أو الطفل  نفسه إذا كان قادرًا على التعبير عن وجهة نظره.

### الولايات المتحدة الأمريكية

#### الأكاديمية الأمريكية لطب الأطفال
ليس لدى الأكاديمية الأمريكية لطب الأطفال في الوقت الحالي موقف رسمي من ختان الأطفال حديثي الولادة.

#### النقد
اجتذب بيان موقف الأكاديمية الأمريكية لطب الأطفال (AAP) الذي انتهت مدة صلاحيته حول ختان الذكور (2012) تعليقات نقدية مهمة، بما في ذلك تعليقات من الأكاديمية نفسها.
في ورقة معارضة، أشار فريش وآخرون إلى أن: «الختان يفشل في تلبية المعايير ليكون بمثابة تدبير وقائي لعلاج التهاب المسالك البولية [...] كإجراء وقائي لسرطان القضيب يفشل الختان أيضًا في تلبية معايير الطب الوقائي [. ..] كذلك الختان كوقاية من فيروس نقص المناعة البشرية في الدول الغربية يفشل في تلبية معايير الطب الوقائي [...]  مما يعني فشل الختان في تلبية المعايير المقبولة عمومًا لتبرير الإجراءات الطبية الوقائية عند الأطفال».
يستنتج فريش وآخرون أن: «تقرير الأكاديمية الأمريكية لطب الأطفال الثاني يفتقر إلى مناقشة جادة للمعضلة الأخلاقية المركزية من ناحية، وهي حق الوالدين في التصرف بما يحقق مصلحة الطفل على أساس المعتقدات الثقافية والدينية والصحية والمتعلقه برغباتهم الخاصة، وعلى الجانب الآخر؛ في حق الأولاد الصغار في السلامة الجسدية في غياب أسباب مقنعة للجراحة فالسلامة البدنية هي أحد الحقوق الأساسية التي يتمتع بها الطفل وهي غير القابلة للتصرف، وعلى الأطباء ومنظماتهم المهنية واجب مهني تجاه حماية هذا الحق، بغض النظر عن جنس الطفل».
ينتقد فان هاو وسفوبودا (2013) بيان فريش وأعوانه؛ لأنه فشل في تضمين نقاط مهمة في تحليل وتفسير الأدبيات الطبية المنشورة الحالية بدقة، مما جعل استنتاجتهم غير مدعومة.
أشار فريش وآخرون (في العام 2013) إلى اختلاف بيانات الأكاديمية الأمريكية لطب الأطفال مقارنة بالدول الغربية الأخرى مثل كندا وأستراليا ومختلف الدول الأوروبية. يعزون ذلك إلى التحيز الثقافي؛ لأن ختان الذكور غير العلاجي سائد في الولايات المتحدة. كما انتقدوا قوة الفوائد الصحية التي زعمها البيان مثل الحماية من فيروس نقص المناعة البشرية والأمراض الأخرى المنقولة جنسيًا. رَدّت الأكاديمية الأمريكية لطب الأطفال أنه نظرًا لأن حوالي نصف الذكور الأمريكيين مختونون ونصفهم ليسوا كذلك، فقد يكون هناك رأي أكثر تساهُلًا بشأن الختان في الولايات المتحدة، ولكن إذا كان هناك أي «تحيز» ثقافي بين فريق عمل الأكاديمية الأمريكية لطب الأطفال الذين كتبوا بيان سياسة الختان، فهو على أي حال أقل أهمية بكثير من التحيز بين فريش وأعوانه في دراستهم التي  قد تصمد بسبب الإجحاف الواضح ضد الممارسة الموجودة في أوروبا. وفي النهاية أوضحت الأكاديمية الأمريكية لطب الأطفال بشكل دقيق لماذا توصلوا إلى هذه  الاستنتاجات بشأن الفوائد الصحية للختان التي تختلف عن تلك التي توصل إليها بعض نظرائهم الأوروبيين.

#### مجلة الجمعية الطبية الأمريكية للأخلاق
في أغسطس 2017، تضمنت مجلة الأخلاقيات الطبية التابعة للجمعية الأمريكية مقالتين منفصلتين تهاجم فيها موت الأطفال الرضع الذين خضعوا  لعملية الختان غير العلاجي.
يجادل سفوبودا ضد الختان غير العلاجي. ويذكر أنه ينبغي النظر في هذا القرار في سياق المنفعة مقابل خطر الضرر بدلاً من مجرد فائدة المنفعة بسبب الطبيعة غير العلاجية لهذا الإجراء. ويذكر أن الفوائد لا تفوق المخاطر، ويدّعي أيضًا أن إزالة القفلة يجب اعتبارها ضررًا جنسيًا. ويواصل أيضًا استنتاجه أن الختان غير العلاجي ينتهك إلى حد كبير واجب الطبيب في إحترام استقلالية المريض نظرًا لأن العديد من الإجراءات تتم قبل أن يتمكن المريض من الموافقة بنفسه بحرية.
يستكشف ريس في مقاله الدور الذي يلعبه الأطباء في ختان الأطفال حديثي الولادة. يذكر فيه: أنه إذا قام  الأطباء بتوضيح جميع مخاطر وفوائد الختان المعروفة حاليًا للوالدين ويعتقدون أن الإجراء مشار إليه طبياً بالفعل، في هذه الحالة هم غير مسؤولين عن أي ضرر ناتج عن الإجراء. ومع ذلك، ما زال المقال ينصح الأطباء بعدم التوصية بعمليات جراحية غير ضرورية لا رجعة فيها، وهذا النوع من الختان هو ما يقع في كثير من الأحيان.

## وجهات النظر الأخرى

### ندوة مجلة الأخلاقيات الطبية (BMA) عن الختان، يونيو 2004
نشرت مجلة الأخلاقيات الطبية «ندوة حول الختان» في عدد يونيو 2004. نشرت الندوة النسخة الأصلية من بيان سياسة مجلة الأخلاقيات الطبية بالإضافة إلى ست مقالات قُدمت من قبل مختلف الأفراد مع مجموعة واسعة من وجهات النظر حول أخلاقيات ختان الذكور القصّر في العام (2003).
في المقدمة  ينص هولم (2004) على التالي:
«من المثير للإهتمام أن الدليل الذي نحتاجه بالفعل من أجل تقييم حالة الختان بشكل فردي غير موجود. ببساطة؛ لأنه لا توجد لدينا بيانات صالحة للمقارنة تتعلق بآثار الختان المبكر على الوظيفة الجنسية للبالغين ومدى رضاهم بالعملية، إلى حين توفر هذه البيانات، لن يفضي النقاش حول الختان إلى نتيجة مرضية، وسيكون هناك دائمًا شك دائم في أن المعارضة الحادة أحيانًا للختان تكون مُقادة جزئيًا بتحيزات ثقافية يتم تبنيها كحجج أخلاقية».
ينص هوتسون (2004) على:
«المبدأ الأساسي للجراحة هو أنه لا ينبغي إجراء أي عملية جراحية إذا لم يكن هناك مرض يستدعي ذلك، حيث لا يمكن تبريرها إذا كان خطر إجراءها غير متوازن مع خطر المرض. حتى عندما يكون المرضى لديهم مرض كبير، لا يمكن تبرير العمليات الخطيرة  إذا كانت مخاطرها أكبر بكثير من المرض نفسه؛ فمشكلة الختان الروتيني هي بسبب عدم وجود مرض؛ لذلك لا يمكن التسامح مع أي تعقيد يعقُب العملية، حيث لا يتم موازنة مخاطر الإجراء مع مخاطر أي مرض حالي».
يعارض شورت (2004) ادعاءات هوتسون ويقول إن ختان الذكور له فوائد وقائية مستقبلية تجعله جديراً بالاهتمام. ويختتم حديثه بالتالي:
«إذا كنا نؤمن بالطب المبني على الأدلة، فلا يمكن أن يكون هناك نقاشجدال حول ختان الذكور؛ فقد أصبح خيارًا مرغوبًا فيه للعالم بأسره. ومن المفارقات أن هذا الإجراء بالرغم من بساطته هو منقذ للحياة؛ ويمكن أن يؤدي أيضًا إلى تقدم ملحوظ في الصحة الإنجابيه للإناث والذكور على حدٍ سواءز وبدلا من إدانته، يقع على عاتقنا في العالم المتقدم واجب وضع إجراءات أفضل لا تكون قاسية بدنيًا ولا يُحتمل أن تكون خطيرة، حتى يتثنى لختان الذكور أن يحتل مكانه الصحيح باعتباره أكثر العمليات الجراحية رحمًة».
ويقول فينس (2004) : «إننا لا نعرف بمعنى قوي أو حاسم أن ختان الذكور الرضع ضار في حد ذاته، كما لا يمكننا أن نقول الشئ  نفسه فيما يتعلق بعواقبه الضارة المزعومة». ويشير إلى أنه يجب التمييز بين الممارسات التي تضر بالإنسان وتلك التي تعزز الهوية الثقافية أو الدينية للطفل. ويشير إلى أن المهنيين الطبيين، والعلماء البيولوجيين على وجه الخصوص، «يجب أن يأخذوا في إعتبارهم منذ البداية حقيقة أن  عدد مقدّر من الناس سيختلفون حول ما هو قيم وما هو ضار».
لكن هيلستن (في العام 2004) يصف الحجج المؤيدة للختان بأنها «تبريرات" لا أكثر، ويقول إنه يمكن «إدانة ختان الأطفال بوضوح بإعتباره إنتهاكًا لحقوق الطفل سواء تسبب ذلك في ألم مباشر أم لا».  ويضيف: «نحن بحاجة إلى التركيز على حماية حقوق الطفل». يخلص هيلستن بقوله: «بدلا من ذلك، مع المزيد من التعليم والمعرفة، يمكن التغلب على الدخان الثقافي حول الأسباب الحقيقية للحفاظ على هذه الممارسة في جميع المجتمعات بغض النظر عن الخلفية الثقافية لهذه المجتمعات».
درس موسيل (2004) العملية التي وصلت بها الجمعية البريطانية الطبية إلى موقف بشأن الختان غير العلاجي للذكور القصّر، عندما كانت المنظمة تضم مجموعات وأفراد من مختلف الأعراق، والدين، والثقافة، ووجهات نظر متباينة على نطاق واسع.
تم طرح حجج مفادها أن ختان الذكور غير العلاجي هو فائدة تامة للبعض لأنه يساعدهم على الاندماج في المجتمع.
كما قُدمت أيضًا حجج مفادها أن ختان الذكور غير العلاجي يشكل ضررًا تامًا لأنه يعتبر إنتهاكًا لحقوق الطفل - حق الطفل في أن يكون بمنأى عن التدخل البدني وحق الطفل في الإختيار في المستقبل. وقد ركزت بريطانيا على إدراج الاتفاقية الأوروبية لحقوق الإنسان (1950) في القانون المحلي بموجب قانون حقوق الإنسان لعام 1998.
وقد أصدرت الجمعية وثيقة تبين الشؤون القانونية والأخلاقية لكنها تركت القرار النهائي بشأن ما إذا كان  يمكن إجراء الختان غير العلاجي أم لا للطبيب المعالج.
وكانت الوثيقة الأخيرة التي نشرتها مجلة الأخلاقيات الطبية في الندوة التي عقدتها حول الختان هي إعادة طبع بيان الجمعية تحت عنوان: «قانون وأخلاقيات ختان الذكور: توجيهات للأطباء (2003)».

### مجلة أخلاقيات الختان الطبية، يوليو 2013
خصصت مجلة أخلاقيات مهنة الطب العدد بأكمله في يوليو 2013 للقضية المثيرة للجدل حول الختان غير العلاجي للأطفال الذكور. حيث كانت تمثل المقالات العديدة مجموعة متنوعة من وجهات النظر.

### وجهات النظر الأخرى
يجادل بوفنمير (1988) بأن الآباء لا ينبغي أن يكون لهم سلطة الموافقة على الختان غير العلاجي للمواليد الجدد.
ريتشاردز (1996) يجادل بأن الآباء فقط لهم سلطة الموافقة على الإجراءات العلاجية.
وتجادل سومرفيل (2000) بأن طبيعة المنافع الطبية المذكورة كمُبرر لختان الرضّع مثل النوع الذي يمكن معه تجنب المشاكل الطبية المحتملة إذا حدثت، أو معالجتها بطرق أقل خطورة بكثير من الختان. وتقول إن إزالة الأنسجة التناسلية الصحية من القاصر لا ينبغي أن تخضع لتقدير الوالدين، فإذا حدث ذلك فهو يعني أن الأطباء الذين يقومون بالإجراء لا يتصرفون وفقًا لواجباتهم الأخلاقية تجاه المريض، بغض النظر عن موافقة الوالدين.
علّق كانينغ قائلاً: «إذا أصبح الختان أقل شيوعًا في أمريكا الشمالية [...] فقد لا يكون النظام القانوني قادرًاعلى تجاهل الصراع بين ممارسة الختان والواجبات القانونية والأخلاقية للأخصائيين الطبيين».
يجادل بناتار وبناتار(2003) بأنه: «ليس واضحًا أن الختان يقلل من المتعة الجنسية» وأنه «من غير الواضح أن عدم الختان يترك في المستقبل خيارات للشخص في كل المجالات». ويواصلون قولهم: «إن عدم الختان يحافظ على خيار الوضع في المستقبل بالنسبة للمختون أو غير المختون. ولكنه يجعل ممارسة الخيارات الأخرى  لهم أكثر صعوبة بكثير.أي أن التحول من غير المختون إلى مختون سيكون له تكاليف نفسية وتكاليف أخرى لشخص بالغ لاتوجد بالنسبة للطفل ... ... كما أن هذه التكاليف «لا تكاد تذكر»، [...]، على الأقل، فهي ليست أكثر أهمية من مخاطر وتكاليف الختان نفسه».
نشرت لجنة أخلاقيات المهن الطبية التابعة للجمعية الطبية البريطانية (2003) ورقة علمية لتوجيه الأطباء بشأن قانون وأخلاقيات الختان. تنصح الأطباء بمتابعة كل حالة على حدة لتحديد المصالح الفضلى للطفل قبل إتخاذ قرار بالختان. يجب على الطبيب مراعاة حقوق الطفل القانونية والإنسانية في قرار إجراء الختان. تنص الورقة على أن للطبيب الحق في رفض أي إجراء لختان غير علاجي.  كما إتخذت كلية الأطباء والجراحين في كولومبيا البريطانية موقعًا مشابهًا.
يذكر فوكس وتومسون (2005) أنه في غياب «دليل لا لبس فيه على المنفعة الطبية» فإنه «من غير المناسب أخلاقيًا إخضاع الطفل للمخاطر المعترف بها من ختان الذكور الرضع». من ثم فإنهم يعتقدون أن «الإجماع الناشئ حيث يسيطر إختيار الوالدين لا يمكن الدفاع عنه أخلاقياً».
بينما يجادل موريس وآخرون (2014)  بأن: «... الفشل في ختان طفل رضيع قد يكون بمثابة أمر غير أخلاقي؛ لأنه يقلل من حقه في التمتُع بصحة جيدة».
وقد قررت اللجنة الإستشارية البلجيكية الفيدرالية للأخلاقيات الحيوية (Comité Consultatif de Bioéthique de Belgique) في العام 2017 بعد دراسة استمرت لثلاث سنوات أن ختان الأطفال الذكور لأغراض غير علاجية  أمر غير أخلاقي في بلجيكا. هذا ينطبق أيضًا إذا كانت هذه العملية لا رجعة فيها ولم يكن لها أي مبرر طبي، كما أنه يتم تنفيذها على قاصرين غير قادرين على إعطاء إذن خاص بهم وفقًا للجنة. أشار بول شوتسمانز من جامعة لوفين باسم اللجنة  إلى: «حق الطفل في السلامة البدنية والذي تحميه المعاهدة الدولية لحقوق الطفل، ولا سيما حمايته من الأذى الجسدي». وردّت وزيرة الصحة البلجيكية على أن المعهد الفيدرالي للتأمين الصحي لا يمكنه التحقق من ما إذا كان الختان مبرر طبياً أم لا في (الحالات الفردية) وأنها ستستمر في تعويض ختان القاصرين لأن سلامة الطفل هي شاغلها الرئيسي وتريد تجنب الختان الفاشل من قِبَل الختّانين غير الطبيين.

## فيروس نقص المناعة البشرية في جنوب وشرق إفريقيا
في دراسة أُجريت في العام 2007 لاحظ ريني وآخرون أن نتائج ثلاث تجارب عشوائية محكمة في أفريقيا جنوب الصحراء الكبرى، تُظهر الدراسة انخفاض خطر الإصابة بفيروس نقص المناعة البشرية بين الرجال المختونين، وبهذا فهي «تُغيّر شروط الجدل حول أخلاقيات ختان الذكور». ولكن تعرضت منهجية هذه الدراسة لانتقادات شديدة، مما أبطل الإدعاءات بأن الختان يقلل من انتقال فيروس نقص المناعة البشرية عن طريق الاتصال الجنسي.
يجادل مؤيدو الختان بأن استخدام الختان وغيره من الوسائل المتاحة لوقف انتشار فيروس نقص المناعة البشرية هو في الصالح العام ولكنهم يتجاهلون حقيقة أن فيروس نقص المناعة البشرية ينتقل في السائل المنوي. مثلًا يجادل ريني وآخرون معه بأنه «سيكون من غير الأخلاقي عدم التفكير بجدية في واحدة من أكثر الطرق الواعدة، على الرغم من أنها واحدة من أكثر الطرق الجديدة إثارًة للجد، للوقاية من فيروس نقص المناعة البشرية في تاريخ الوباء الذي استمر 25 عامًا». ومع قولهم هذا  فلا يزال هناك خطر (للمختون وغير المختون) يتمثل في نقل أو الحصول على فيروس نقص المناعة المكتسبة أثناء ممارسة الجنس غير المحمي وغير ذلك من السلوكيات عالية المخاطر.
تنص منظمة الصحة العالمية في العام (2007 ) على أن توفير الختان يجب أن يكون متسقًا مع «أخلاقيات مهنة الطب وحقوق الإنسان، وتنص أيضًا على أنه «يجب ضمان الموافقة والسرية وغياب الإكراه. ... كما يجب إعطاء الوالدين المسؤولين عن تقديم الموافقة على ختان الأطفال الذكور معلومات كافية فيما يتعلق بفوائد ومخاطر الإجراء بغية تحديد ما يحقق مصالح الطفل الفضلى».
ومع ذلك، نظرًا لأن الرضع والأطفال ليسوا ناشطين جنسيًا، فإن الإصابة بفيروس نقص المناعة البشرية المنقول جنسيًا ليست مصدر قلق ذي صلة. يجادل منتقدو الختان غير العلاجي بأن الدفاع عن الختان لمنع الإصابة بفيروس نقص المناعة البشرية قد ينتقص من الجهود الأخرى لمنع انتشار الفيروس مثل استخدام الواقي الذكري. إذا اختار الشخص أن يبقى عازبًا أو إذا كان الزوجان لا يزالان أحاديي الزواج، أو إذا تم القضاء على فيروس نقص المناعة البشرية بحلول الوقت الذي يصبح فيه الطفل بالغًا، فلن تكون هناك أي حاجة لجراحة الختان. علاوة على ذلك، يزعم هولاء أن ختان الأطفال المزعوم حمايتهم جزئيًا من الإصابة بفيروس نقص المناعة البشرية في مرحلة البلوغ قد يُنظر إليه على أنه يمنح الإذن لممارسة ممارسات جنسية خطيرة. ولما كان الأولاد الصغار لا يحتاجون إلى مثل هذه الحماية لذلك فيمكنهم أن يختاروا لأنفسهم  حينما يصبحوا كبارًا راشدين ما إذا كانوا يريدون الختان أم لا. غير أن هذا الموقف لا يأخذ في الإعتبار حقيقة أن الرجال البالغين ربما أُصيبوا بالفعل بفيروس نقص المناعة البشرية قبل الختان.
وذكرت مصلحة  الصحة الوطنية في المملكة المتحدة أن الدراسات الأفريقية لها «نتائج مهمة في مكافحة الأمراض المنقولة جنسيا في أفريقيا»، ولكن ممارسة الجنس الآمن في المملكة المتحدة عن طريق استخدام الواقي الذكري مثلًا هو أفضل طريقة لمنع الأمراض المنقولة جنسيا عند ممارسة الجنس.

## الموافقة البديلة
الحكم الذاتي للمريض هو مبدأ مهم من مبادئ الأخلاقيات الطبية. يعتقد البعض أن الموافقة على عملية غير علاجية تخل بمبدأ الاستقلال الذاتي، عندما يمنحه بديل أو من ينوب عن المريض. ولما كان الأطفال، وخاصة الأطفال الرضّع غير أكفاء من الناحية القانونية لمنح الموافقة المستنيرة على العلاج الطبي أو الجراحي، فيجب منح هذه الموافقة من قِبل بديل، وهو شخص معين للعمل بالنيابة عن الطفل المريض إذا ما تقرر العلاج.
سلطات الوكيل لمنح الموافقة مقيدة أكثر من السلطات الممنوحة لفرد كفء يتصرف نيابة عن نفسه. فمثلًا لا يجوز للبديل أن يتصرف إلا في مصلحة المريض. كما لا يجوز له أيضًا أن يعرض الطفل للخطر لأسباب دينية. كذلك لا يجوز للبديل أن يمنح الموافقة على إجراء طبي لا يحتوي على أي إشارة طبية إلا إذا كان هذا هو مصالح الطفل الفضلى.
يجب على الطبيب المعالج تزويد البديل بكل المعلومات المادية المتعلقة بالمنافع والمخاطر والمزايا والعيوب المقترحة للعلاج أو الإجراء المقترح.
تنص لجنة أخلاقيات البيولوجيا التابعة لـلجمعية الأمريكية لطب الأطفال على أنه يجوز للوالدين فقط منح الإذن البديل عن علم بالتشخيص والعلاج، بموافقة الطفل كلما كان ذلك مناسبًا.
وهناك سؤال لم يحسم وهو ما إذا كان يمكن للموكّلين أن يمنحوا موافقة فعالة على ختان الأطفال غير العلاجي أم لا. ويقول ريتشاردر(1996): إن الآباء لا يحق لهم سوى الموافقة على الرعاية الطبية، وبالتالي لا يمكنهم منح الموافقة على الختان غير العلاجي للطفل لأنه ليس رعاية طبية. في العام (2015) أوصت الجمعية الكندية لطب الأطفال بأن عمليات الختان التي تتم في غياب مؤشر طبي أو تتم لأسباب شخصية يجب تأجيلها إلى أن يتمكن الشخص المعني من القيام بخياراته الخاصة.
بغض النظر عن هذه القضايا، فإن الممارسة العامة للمجتمع الطبي لعملية الختان في الولايات المتحدة تتوقف على الحصول على موافقة أو إذن بديل أو على موافقة من الوالدين أو الأوصياء القانونيين على الختان غير العلاجي للأطفال.